# Jesus Christ Superstar
Jesus Christ Superstar – rock opera z przełomu lat 1969 i 1970 autorstwa Andrew Lloyd Webbera (muzyka) i Tima Rice’a (libretto), traktująca o ostatnim tygodniu życia Jezusa Chrystusa widzianego oczami jego zwolenników i przeciwników.
Musical pojawił się w roku 1970 jako album koncepcyjny (zwany potocznie „brązowym albumem” ze względu na okładkę). Twórcy dzieła zdecydowali się wydać swoje dzieło w formie płytowej, ponieważ śmiały i kontrowersyjny materiał mógłby zostać niedopuszczony do realizacji na teatralnych scenach. Konspektowy album do dzisiaj uchodzi za jeden z czołowych zapisów przedstawienia. Wokalistami śpiewającymi główne partie byli:
- Ian Gillan (wokalista Deep Purple) w roli Jezusa,
- Murray Head jako Judasz,
- Barry Dennen jako Piłat oraz
- Yvonne Elliman w roli Marii Magdaleny.

## Historia musicalu

### Lata 70.
Zanim 12 października 1971 roku Jesus Christ Superstar zagościł na Broadwayu po raz pierwszy, stanowiąc zarazem pierwszą teatralną wersję spektaklu, musical doczekał się cztery miesiące wcześniej oficjalnej trasy koncertowej. 12 lipca 1971 roku w Pittsburghu w stanie Pennsylvania miał miejsce otwierający serię koncertów występ na Civic Arena. Trasa liczyła przystanki w 54 miastach w całych Stanach Zjednoczonych i doczekała 74 przedstawień. Widownia przyjęła produkcję ciepło, rezultatem czego były dwie późniejsze podobne trasy pod koniec lata 1971 roku. Ideą przedsięwzięcia było promowanie musicalu w Ameryce, gdy nadal jeszcze trwały prace nad broadwayowską inscenizacją. Podkreślała to niejako obsada, w której skład weszli: Jeff Fenholt jako Jezus, Yvonne Elliman jako Maria Magdalena oraz Carl Anderson w roli Judasza. Cała trójka została później zaangażowana do wersji scenicznej z Nowego Jorku, reżyserowanej przez Toma O’Horgana. Trasa koncertowa miała oprócz promocyjnego celu jeszcze inny. Była to bowiem pierwsza profesjonalna produkcja od czasu wydania konspektowego albumu w 1970 roku. Album odniósł duży sukces, w konsekwencji czego w całych Stanach Zjednoczonych nastąpiła plaga nieprofesjonalnych, szkolnych lub nie działających pod żadną licencją inscenizacji musicalu oraz nielegalnych tras koncertowych. Dzięki Robertowi Stigwoodowi, przedsiębiorcy muzycznemu i zarazem producentowi współodpowiedzialnemu za sukces Jesus Christ Superstar na świecie, udało się wyeliminować z całego kraju wszelkie nieprofesjonalne produkcje. Oficjalna lipcowa trasa z Fenholtem, Elliman i Andersonem została zatem pierwszą oficjalną produkcją koncertową.
12 października 1971 roku odbyła się premiera wyreżyserowanego przez Toma O’Horgana Jesus Christ Superstar w Mark Hellinger Theatre na Broadwayu. Producentami przedstawienia zostali Robert Stigwood oraz wytwórnia MCA Inc.. Opiekę muzyczną nad spektaklem sprawował Marc Pressel, kostiumy przygotował Randy Barcelo, natomiast scenografię – Robin Wagner. Podobnie jak podczas poprzednich dwóch tras koncertowych, główne role Jezusa i Marii Magdaleny dostali Jeff Fenholt oraz Yvonne Elliman. Barry Dennen, który użyczył głosu swojej postaci Piłata na konspektowym albumie, przeprowadził się z Wielkiej Brytanii do Nowego Jorku, by wcielić się w tego samego bohatera na broadwayowskich deskach.
Paul Ainsley odegrał postać króla Heroda, Bob Bingham – Kajfasza, Phil Jethro zaś – Annasza. Judaszem w obsadzie został Ben Veeren, dublowany przez Kurta Yaghjiana. Carl Anderson zastąpił Bena, gdy ten opuścił obsadę. Grający zwykle rolę reportera i trędowatego Kurt przejął wówczas na stałe rolę Annasza. Podobnych bohaterów grał Ted Neeley, będący również dublerem Fenholta do postaci Jezusa. 23 kwietnia 1972 roku obsada musicalu zaprezentowała się na 26. gali Tony Awards, wykonując przed publicznością trzy utwory ze sztuki – The Temple, repryzę Everything's Alright oraz I Don’t Know How to Love Him. Musical otrzymał pięć nominacji w kategoriach najlepszej oprawy muzycznej, najlepszego aktora drugoplanowego dla Bena Vereena, najlepszej scenografii, najlepszych kostiumów i najlepszego oświetlenia. Sztuka dostała mieszane recenzje. Jej premierę poprzedzały liczne protesty grup katolickich, protestanckich i żydowskich. Zarzucano autorom okrojenie postaci Chrystusa z boskości, obarczanie winą Żydów za śmierć Jezusa, a także za akcenty rasistowskie w obsadzeniu czarnoskórego Bena Vereena w roli Judasza. Produkcja została zakończona pod dwóch latach grania, w czerwcu 1973 roku. Odegrano 711 przedstawień.
Jesus Christ Superstar miał swoją premierę w Australii w 1972 roku. Mniej więcej rok produkcja była odgrywana w Capitol Theatre w Sydney. Okazjonalnie też trafiła do Melbourne, grana wtedy w Palais Theatre. Od 4 maja 1972 do stycznia 1974 roku odnotowano ponad siedemset odegranych przedstawień. Przy przedsięwzięciu sprowadzenia tego spektaklu na australijską scenę pracowali ludzie, którzy byli kilka lat wcześniej zaangażowani w sukces musicalu Hair w tym kraju, jak chociażby producent Harry M. Miller, reżyser Jim Sharman, scenograf Brian Thompson, a także odtwórcy głównych ról: Reg Livermore i wówczas szesnastoletnia Marcia Hines, dla której Hair był teatralnym debiutem. Marcia zagrała w australijskiej wersji rolę Marii Magdaleny, dołączając do obsady Jesus Christ Superstar na ostatni rok, między 1973 a 1974. Zastąpiła Michelle Fawdon, która od początku trwania produkcji odtwarzała tę postać. Epizod w Jesus Christ Superstar stał się dla Marcii Hines początkiem dużej kariery muzycznej.
Do obsady dobrano znane w tamtym okresie osobistości sceniczne z Australii. Dwóch urodzonych w Brytanii wokalistów, którzy prowadzili tu swoją karierę – Trevora White’a w roli Jezusa i Jona Englisha jako Judasza. W postać króla Heroda wcielił się przez pierwszy rok aktor Reg Livermore, zastąpiony później przez Joe Dickera. Sprowadzana ze Stanów Zjednoczonych Marcia Hines zmierzyła się z rolą Marii, wchodząc na miejsce Michelle Fawdon. Pozostałymi postaciami w australijskiej obsadzie byli: Robin Ramsay jako Piłat, Stevie Wright jako Szymon, Wayne Matthews jako Piotr, Peter North jako Kajfasz oraz John Paul Young jako Annasz. W 1972 roku nagrano album, będący kompilacją głównych utworów ze sztuki.
W 1976 roku po sukcesie ekranizacji Jewisona powstała krótka produkcja w USA, w której wzięło udział kilku aktorów z filmu: Ted Neeley i Carl Anderson odgrywali role Jezusa i Judasza, Yvonne Elliman pojawiała się na scenie sporadycznie jako Maria Magdalena, a rok później do obsady dołączył Paul Ainsley, który w 1971 roku na Broadwayu wykonał piosenkę Heroda.

### Lata 90.
W 1992 roku Australia wznowiła swoją produkcję i po nagraniu własnego albumu, rozpoczęła krajową trasę koncertową. W postać Jezusa wcielił się John Farnham, Judasza zagrał Jon Stevens. Produkcja ta liczyła na nowo zaaranżowane piosenki, wydana płyta odgrywała rolę składanki z najważniejszymi partiami musicalu. Piosenka „Could We Start Again, Please?” (w wykonaniu Kate Ceberano i Deana Lotheringtona) została na oficjalnym krążku pominięta, natomiast zarejestrowana na żywo w czasie trwania trasy została włączona do osobnego albumu Kate Ceberano. Nagrano również dwa teledyski do piosenek „Everything's Alright" i „I Don’t Know How To Love Him”. Wideo z piosenką tytułową, śpiewaną przez Jona Stevensa, pochodzi z jednego z koncertowych spektaklów, na który nałożono dźwięk z albumu. W latach 90. XX wieku australijska obsada gościnnie występowała w przeróżnych programach lokalnej telewizji w celu promowania produkcji.
W roku 1994 Nowa Zelandia kupiła prawa do realizacji musicalu w swoim kraju, na wydanym albumie w roli tytułowej wystąpił Darryl Lovegrove, a rolę Judasza zaśpiewał Jay Laga’aia. Album ten zawiera dodatkowy utwór („Could We Start Again, Please?”), który nie pojawił się na płycie z obsadą Australii. Produkcja korzystała z charakterystycznej orkiestracji wzorowanej na australijskiej partyturze.
W roku 1996 w londyńskiej produkcji musicalu w reżyserii Gale Edwards wprowadzono drobne zmiany w tekstach piosenek, nowe motywy muzyczne, oraz urozmaicono podział ról w piosenkach. Wydany został wtedy album, na którym role odśpiewali Steve Balsamo (Jezus), Zubin Varla (Judasz), Joanna Ampil (Maria Magdalena), David Burt (Piłat), Peter Gallagher (Kajfasz), Martin Callaghan (Annasz), Glenn Carter (Szymon Zelota) oraz gościnnie Alice Cooper (Herod). W wersji scenicznej Coopera zastąpili Nick Holder i Martin Callaghan. Ostatnie przedstawienie z tą obsadą odbyło się 13 grudnia 1997 roku, a od tego czasu do marca 1998 rolę Jezusa odtwarzał Glenn Carter. Trasa koncertowa po Europie, w której główną rolę zagrał najpierw Lee Rhodes a po czterech tygodniach zastąpił go Carter, zakończyła się w 1999 roku.

### Lata 2000–2010
W 2000 roku Gale Edwards przeniosła filmową londyńską produkcję na deski Broadwayu, której pokazy przedpremierowe z pierwotną obsadą rozpoczęły się 23 marca 2000 roku, a premiera odbyła się 16 kwietnia 2000 roku. W roli Jezusa znów wystąpił Glenn Carter, dublowany przez Anthony’ego Manougha, Maxa Von Essena oraz formalnie przed premierą Tony’ego Vincenta. Rolę Judasza zagrał Jason Pebworth, ale 3 tygodnie przed premierą zastąpił go Tony Vincent, którego dublerami wówczas stali się Manoel Felciano, Anthony Manough i Danny Rocket. Marię Magdalenę zagrała Maya Days (dublerki: Shayna Steele, Merle Dandridge), Piłata – Kevin Gray (dublerzy: Hank Campbell, Timothy Warmen), Heroda – Paul Kandel, Piotra – Rodney Hicks, Kajfasza – Frederic B. Owens, Annasza – Ray Walker, a Szymona Zelotę – Michael K. Lee, którego przez pewien czas zastąpił Jason Wooten. Choreografię przedstawienia opracował Anthony Van Laast, a kostiumy Roger Kirk. Wszystkie spektakle odbyły się w Fords Center for the Performing Arts (obecnie znane jako Hilton Theatre) i łącznie odegrano ich 161, a także 28 pokazów przedpremierowych. Produkcja zbierała mieszane opinie i recenzje. Ostatni spektakl odbył się 3 września 2000 roku.
W 2000 roku produkcja Gale Edwards trafiła na sześć miesięcy do Essen. Jezusa grał William Bryne, a w roli Judasza wystąpił filmowy Poncjusz Piłat – Fred Johanson.
W roku 2003 w trasę po Ameryce Północnej wyruszył nowy skład, kontynuujący produkcję z Broadwayu z roku 2000. Przez kilka miesięcy rolę Jezusa grał Sebastian Bach, a rolę Judasza zagrał Carl Anderson. Reżyserem trasy został Kevin Moriarty, choreografem David Wilder, a kostiumy opracował Roger Kirk. Po nieporozumieniach Sebastiana Bacha z reżyserem jego rolę przejął Eric Kunze. Pozostałe role zagrali Natalie Toro (Maria Magdalena), Stephen Breithaupt (Piłat), Lawson Skala (Kajfasz), Jeffrey Polk (Annasz), Todd Fournier (Szymon) i Barry Dennen (Herod), który wystąpił w roli Piłata w filmie Jewisona z 1973 roku. Po śmierci Carla Andersona w 2004 jego miejsce zajął dubler, Lawrence Clayton. Wtedy też do obsady dołączyli Raymond Patterson, który przejął rolę Piłata, oraz Daniel Guzmán (Herod). Trasa zakończyła się w Denver 30 stycznia 2005 roku.
Od 2004 roku zaczęły odbywać się koncerty krajowe musicalu w Wiedniu, w których wystąpili Drew Sarich (Jezus), Serkan Kaya (Judasz), Claudia Strangl (Maria Magdalena), Andre Baeur (Piłat), Rob Fowler (Szymon i Annasz). Rok później nagrano album koncertowy, a spektakle trwały do 2008. W tym czasie obsada nieznacznie się zmieniała – Carolina Vasicek przejęła rolę Marii Magdaleny, a w 2006 Rob Fowler zagrał Jezusa.
13 sierpnia 2006 roku w teatrze Ricardo Montalban w Los Angeles odbył się specjalny koncert, łączący na jednej scenie cztery legendy Jesus Christ Superstar w rolach głównych oraz dwóch gości specjalnych odgrywających epizodyczne postaci. Ten jednorazowy występ powstał za sprawą Gary Goddard Entertainment, oficjalnego producenta pięcioletniej Trasy AD z lat ’90, której gwiazdami byli Ted Neeley jako Jezus i Carl Anderson jako Judasz – filmowi odtwórcy tychże postaci z ekranizacji Normana Jewisona z 1973 roku. Podczas sierpniowego koncertu zaangażowano filmowych aktorów – Teda Neeleya ponownie w tej samej roli, Yvonne Elliman jako Marię Magdalenę i Barry’ego Dennena jako Poncjusza Piłata (dwoje pierwszych odtwórców tych postaci na deskach Broadwayu w 1971, w filmie Jewisona oraz na konspektowym albumie). Z powodu przedwczesnej śmierci Carla Andersona, rolę Judasza na to przedstawienie przejął Ben Veeren, grający tę postać również w broadwayowskiej produkcji. Gośćmi specjalnymi koncertu, którzy dotychczas nie mieli styczności z tym musicalem, zostali Clint Holmes w roli Szymona Zeloty i Jack Black jako król Herod. Resztę obsady dobrano ze względu na udział w Trasie AD z lat 1993–1997 i jako odtwórców ról Kajfasza, Annasza i jednego z kapłanów zaangażowano kolejno: Chrisa Careya, Larry’ego Friedmana oraz Chucka DiMarię. Plany oficjalnego wydania koncertu na nośnikach nie doszły do zrealizowania.
W 2007 musical wystawiono w Madrycie w reżyserii Stephana Rayne i Marca Alvareza. Wystąpili w nim: Miguel Fernández (Jezus), Ignasí Vidal (Judasz), Lorena Calero (Maria Magdalena) i Enrique Sequero (Piłat). Premiera odbyła się 19 października 2007 w Teatro Lope De Vega. Na przełomie jesieni i zimy wydano płytę z większością utworów z musicalu. To na niej zaprezentowany nowy przekład sztuki, który potem widzowie usłyszeli na żywo. W sezonie grudniowym Miguel Fernández opuścił obsadę na rzecz innych aktorskich ofert, w konsekwencji czego producent zaangażował do roli Jezusa Gerónimo Raucha. 28 grudnia 2007 roku Gerónimo w madryckiej produkcji zaliczył swój pierwszy występ. Produkcja zakończyła się w czerwcu 2008 roku. Była zarazem trzecią niezależną produkcją Jesus Christ Superstar w Hiszpanii po inscenizacjach z 1977 roku, z Camilo Sesto jako Jezusem, oraz wersji z 1984 roku, z Pablo Abrairą w tej samej roli.
Amerykańską Pożegnalną Trasę 2006–2007 zorganizowała Troika Entertainment w październiku 2006 roku, wyreżyserował ją Dallett Norris, a główną rolę zagrał Ted Neeley. Produkcja ta miała być serią ostatnich występów Teda w musicalu i pożegnaniem z publicznością. Rolę Judasza zagrał Corey Glover z zespołu Living Colour. Przedpremierowe przedstawienia odbyły się 8-13 października w teatrze University of Buffalo Center w Buffalo w stanie Nowy Jork. Przez cztery sezony w spektaklu występowali: Christine Rea-Briskin (Maria Magdalena), Craig Sculli (Piłat), Aaron Fuksa (Herod), Larry Alan Coke (Kajfasz), Jeremy Pasha (Annasz), Jason D. Bush (Szymon) oraz Chris Gleim (Piotr). Scenografię zaprojektował Bill Stabile, choreografię opracowała Arlene Phillips, a kostiumy Fabio Toblini. W 2007 nastąpiły zmiany w obsadzie: od stycznia do czerwca rolę Magdaleny przejęła Tiffini Dodson, Kajfasza od lutego do marca grał Nathan Baer (później zastąpiony przez dotychczasowego odtwórcę roli Kapłana, Darrela D. Whitneya), a w roli Heroda tymczasowo występował Jeremy Alan Parish.
Po sukcesie trasy producenci postanowili kontynuować przedstawienie i na początku 2008 po przedłużeniu kontraktu z Tedem Neeleyem zmieniono nazwę produkcji na Trasę A.D. 2008–2009, do której dołączyli Michael Wright (Annasz), Nate Aylworth (Piotr), a Matthew G. Myers został przeniesiony z roli Apostoła do roli Szymona Zeloty. Pod koniec 2008 ze składu odszedł Corey Glover, a jego miejsce zajął James Delisco. Z obsady odeszli również Tiffini Dodson (zastąpiona przez Cristinę Sass) i Aaron Fuksa (zastąpiony przez Marka Baratellę). Do roli Piotra i Annasza dobrano nowych aktorów: Adama Campbella oraz Caleba Shawa. W maju 2009 przedłużono produkcję o kolejny rok.
Sezon 2010 również przyniósł zmiany. Odejście z obsady Jamesa Delisco pozwoliło na przejęcie roli przez Johna Twiforda. Po trzech latach grania, odtwórca roli Piłata, Craig Sculli, zakończył swój udział w musicalu, toteż od początku roku w postać wcielał się Benjamin Van Diepen. Magdalenę grała Sarah Hanlon, Heroda – Andrew Hartley, natomiast Annasza – Alex Mackyol. Trasa zakończyła się w Wang Theatre w Bostonie, 9 maja 2010 roku.

### Od roku 2011
16 maja 2011 w teatrze Stratford Shakespeare Festival (Stratford) odbyła się premiera spektaklu kanadyjskiej obsady, w reżyserii Des McAnuffa. Główne role odgrywali: Paul Nolan (Jezus), Josh Young (Judasz), Chillina Kennedy (Magdalena), Brent Carver (Piłat) oraz Bruce Dow (Herod). Ostatni występ produkcji wystawiono 6 listopada. Dwa tygodnie później, 18 listopada, Jesus Christ Superstar przeniesiono z Kanady do teatru La Jolla Playhouse w San Diego, gdzie grano go do 31 grudnia. Mniej więcej w tym okresie zaczęto czynić poczynania do przeniesienia inscenizacji po raz trzeci na scenę Broadwayu po prędko zakończonej wersji Gail Edwards z 2000 roku. Pierwsze pokazy przedpremierowe miały miejsce w Neil Simon Theatre 1 marca 2012 roku, uroczysta premiera zaś – 22 marca. Obsada nieznacznie uległa zmianie, istotniejszą rolę Piłata przejął Tom Hewitt. 1 maja 2012 roku zmodernizowana produkcja została nominowana na gali Tony Awards w kategorii najlepszego wznowienia musicalu oraz najlepszego aktora musicalowego dla Josha Younga. Ostatni występ zapowiedziano na 1 lipca 2012 roku, co też oficjalnie potwierdził producent. Wszystkie daty następnych przedstawień zostały odwołane.
W roku 2013 Korea Południowa przystąpiła do swojej kolejnej próby utworzenia wznowienia dla musicalu Jesus Christ Superstar. Premiera spektaklu odbyła się 24 marca, ostatni występ – 9 czerwca. Wszystkie występy odbywały się w Charlotte Theater w Seulu. W rolę Jezusa wcielali się naprzemiennie: Park Eun-tae i Michael K. Lee, odgrywający postać Szymona Zeloty w broadwayowskiej produkcji z 2000 roku, a także grający Jezusa i Judasza w Village Theatre w Seattle w 2011 roku. Z postacią Judasza zmierzyli się: Han Ji-sang, Kim Sin-ui i Yoon Do-hyun; Marię Magdalenę odegrały: Jung Seon-ah i Jang Eun-ah; rolę Piłata grali: Kim Tae-han i Ji Hyun-Jun, Heroda – Jo Kwon oraz Kim Dong-hyun; Szymona Zelotę – Kim Tae-hun, Kajfasza – Jo Yu-shin, Annasza – Woo Ji-won, natomiast Piotra – Shim Jung-wan. Reżyserem spektaklu został Jung Jae-Il. Na siódmej gali Musical Awards w Korei wygrał w kategorii najlepszego reżysera za swoją wizję Jesus Christ Superstar.

## Jesus Christ Superstar w Polsce
Autorami polskiego libretta są Wojciech Młynarski oraz Piotr Szymanowski.

### Gdynia
Musical na polską scenę Teatru Muzycznego w Gdyni trafił w 1987 roku w reżyserii Jerzego Gruzy. Wówczas w główne role wcielali się:
- Marek Piekarczyk, Maciej Dunal, Krzysztof Okoń jako Jezus;
- Małgorzata Ostrowska, Irena Pająkówna jako Maria Magdalena;
- Andrzej Śledź, Jerzy Jeszke, Andrzej Pieczyński jako Judasz.

We wznowionej gdyńskiej produkcji (w roku 1999), reżyserowanej przez Macieja Korwina, pojawili się w obsadzie:
- Jerzy Michalski, Damian Aleksander, Janusz Kruciński i Igor Kryszyłowicz jako Jezus;
- Andrzej Śledź i Tomasz Steciuk jako Judasz oraz
- Katarzyna Chałasińska, Izabela Bujniewicz i Dorota Kowaleska jako Maria Magdalena.

28 kwietnia 2009 roku w ramach „2. Festiwalu Teatrów Muzycznych” w gdyńskim Teatrze Muzycznym chorzowski skład wystawił dwa spektakle Jesus Christ Superstar, w których rolę Jezusa zagrał gościnnie Janusz Kruciński, a Judasza Janusz Radek.

### Chorzów
W 2001 roku pojawiła się inscenizacja z Teatru Rozrywki w Chorzowie, według wizji reżyserskiej Marcela Kochańczyka. W jej obsadzie nadal występują m.in.:
- Maciej Balcar, Janusz Kruciński jako Jezus;
- Janusz Radek jako Judasz

13 czerwca 2009 roku w Wojewódzkim Parku Kultury i Wypoczynku odbyło się plenerowe przedstawienie musicalu w wykonaniu chorzowskiej obsady. Główne role znów zagrali Janusz Kruciński i Janusz Radek, a opiekę muzyczną nad spektaklem sprawował Jerzy Jarosik.

### Łódź
4 października 2014 roku miała miejsce premiera w Teatrze Muzycznym w Łodzi. Spektakl wyreżyserował Zbigniew Macias, a w rolach głównych wystąpili:
- Marcin Franc jako Jezus
- Tomasz Bacajewski jako Judasz
- Agnieszka Przekupień jako Maria Magdalena

Spektakl jest wystawiany w wersji oryginalnej (po angielsku) z polskim tłumaczeniem wyświetlanym nad sceną. Został wstępnie zakontraktowany na 2 lata.

### Warszawa
18 marca 2016 odbyła się premiera w Teatrze Rampa w Warszawie. Reżyserami i choreografem warszawskiej inscenizacji Jesus Christ Superstar byli Jakub Wocial i Santiago Bello, kierownictwo muzyczne sprawował Tomasz Filipczak, a scenografie i kostiumy zaprojektowała Dorota Sabak. W rolach głównych wystąpili:
- Jakub Wocial jako Jezus

- Sebastian Machalski jako Judasz

- Natalia Piotrowska jako Maria Magdalena

Widowisko w języku polskim (tłum. Wojciecha Młynarskiego, Piotra Szymanowskiego) wystawiane było 6 wieczorów na tydzień przed Wielkanocą 2016.
Musical wznowiono w latach 2017 (21 spektakli) oraz 2018 (24 spektakle), a także prezentowano w Centrum Spotkania Kultur w Lublinie podczas otwarcia festiwalu Dźwięki Słów. W 2018 musical w inscenizacji Wociala i Bello zaprezentowany został także podczas festiwalu piosenki i ballady filmowej w Toruniu.

### Poznań
16 kwietnia 2016 roku miała miejsce premiera w Teatrze Muzycznym w Poznaniu. Spektakl wyreżyserował Sebastian Gonciarz, kierownictwo muzyczne Piotr Deptuch, choreografia Paulina Andrzejewska, scenografia i kostiumy Mariusz Napierała, a w rolach głównych wystąpili:
- Marek Piekarczyk jako Jezus
- Janusz Kruciński jako Judasz
- Anna Lasota jako Maria Magdalena

Spektakl był wystawiony w wersji polskiej na Stadionie Miejskim z okazji jubileuszu 1050-lecia Chrztu Polski.

### Lublin
23 marca 2024 roku w Centrum Spotkania Kultur w Lublinie po raz pierwszy zaprezentowano spektakl w aranżacji Opery Lubelskiej. Za reżyserię odpowiadał Tomasz Man, kierownictwo muzyczne Ruben Silva, choreografię Iwona Runowska, natomiast scenografię i kostiumy Anetta Piekarska-Man. W rolach głównych lubelskiego spektaklu występują:
- Marcin Zagrodnik, Tomasz Bulzak i Patryk Pawlak jako Jezus
- Adam Pstrowski i Jakub Gąska jako Judasz
- Magdalena Łoś-Wojcieszek i Dorota Szostak-Gąska jako Maria Magdalena

### Inne
19 czerwca 2013 roku amatorska produkcja, wyreżyserowana przez Antoniusza Dietziusa, została odegrana w Teatrze Palladium w ramach projektu PROSCENIUM.
W obsadzie:
Tomasz Czerski – Jezus; Kuba Jurzyk – Judasz; Katarzyna Stopka/Karolina Warchoł – Maria Magdalena
Studio Accantus prowadzone przez reżysera i realizatora nagrań Bartka Kozielskiego nagrywa i zamieszcza w internecie pieśni z rock-opery z tekstami w nowym przekładzie Doroty Kozielskiej. Wśród wykonawców są: Marcin Franc jako Jezus; Paweł Izdebski – Judasz; Sylwia Banasik – Maria Magdalena; Kuba Jurzyk – Szymon, Judasz; Kamil Dominiak – Annasz; Paweł Erdman – Kaifasz.

## Lista utworów
Akt 1
- Overture – Orkiestra, Chór
- Heaven On Their Minds – Judasz
- What's The Buzz? – Jezus, Maria Magdalena, Apostołowie, Żony Apostołów
- Strange Thing Mystifying – Jezus, Judasz, Apostołowie, Żony Apostołów
- Then We Are Decided[24] – Kajfasz, Annasz
- Everything's Alright – Maria Magdalena, Jezus, Judasz, Apostołowie, Żony Apostołów
- This Jesus Must Die – Kajfasz, Annasz, Kapłani, Lud
- Hosanna – Jezus, Kajfasz, Lud
- Simon Zealotes – Szymon Zelota, Wyznawcy
- Poor Jerusalem – Jezus
- Pilate's Dream – Poncjusz Piłat
- The Temple – Jezus, Handlarze, Trędowaci
- Everything's Alright (Reprise) / I Don’t Know How To Love Him – Maria Magdalena, Jezus
- Damned For All Time / Blood Money – Judasz, Kajfasz, Annasz, Chór

Akt 2
- The Last Supper – Jezus, Judasz, Apostołowie
- Gethsemane (I Only Want To Say) – Jezus
- The Arrest – Jezus, Judasz, Kajfasz, Annasz, Piotr, Apostołowie, Reporterzy
- Peter’s Denial – Piotr, Maria Magdalena, Kobieta, Strażnik, Starzec
- Pilate And Christ – Poncjusz Piłat, Jezus, Strażnik / Annasz[25], Tłum
- King Herod's Song (Try It And See) – Król Herod
- Could We Start Again, Please?[26] – Maria Magdalena, Piotr, Apostołowie, Żony Apostołów, Lud
- Judas' Death – Judasz, Kajfasz, Annasz, Chór
- Trial Before Pilate (Including the 39 Lashes) – Poncjusz Piłat, Jezus, Kajfasz, Annasz[25], Tłum
- Superstar – Judasz, Duszyczki, Anioły
- The Crucifixion – Jezus
- John 19:41 – Orkiestra

## Adaptacje filmowe
Na podstawie musicalu powstały trzy filmy:
- Niedługo po premierze rock opery na West Endzie do przeniesienia przedstawienia na ekrany kin, za zgodą Andrew Lloyd Webbera oraz Tima Rice’a, przystąpili reżyser Skrzypka na dachu Norman Jewison i scenarzysta Melvyn Bragg. Wstępny scenariusz do kinowej wersji musicalu powstał 3 kwietnia 1972. Film nakręcono w izraelskich ruinach Ain Avdat na pustyni Ber Sheba, w grotach leżących na pustyni Bet Guwrin, ruinach fortecy w Nahal Zohar, ruinach Herodionu na Pustyni Judzkiej, pozostałościach amfiteatru znajdującego się w Bet Sze’an (wliczając pobliskie wzgórze z umieszczonym na nim na potrzeby filmu drzewem do sceny śmierci Judasza), jak również Nazarecie i w okolicach Morza Martwego. Wtedy wprowadzono do scenariusza piosenkę „Then We Are Decided”, którą miał wykonywać Kajfasz z Annaszem, rozbudowano scenę sądu nad Chrystusem, utwór „Trial Before Pilate” i scenę „The Temple”. Do ról zaangażowani zostali aktorzy, którzy brali wcześniej udział w różnych scenicznych produkcjach musicalu: Yvonne Elliman do roli Marii Magdaleny, Barry Dennen (Poncjusz Piłat), Bob Bingham, Kurt Yaghjian (Annasz). Postać Jezusa początkowo odtwarzać miał Ian Gillan, lecz ponieważ zrezygnował on z udziału w filmie z powodu swej trasy koncertowej, ostatecznie rolę tę otrzymał Ted Neeley, który w produkcji na Broadwayu był dublerem kreowanego przez Jeffa Fenholta Jezusa.

W roku 1973 we Francji nagrano dubbing do filmu, w którym Jezusowi głosu udzielił Daniel Beretta, a Kajfaszowi Bob Bingham. Obsada częściowo pokrywała się z aktorami pierwszej francuskiej produkcji. Dubbing został załączony do wznowionego wydania DVD filmu Pierwszy z 1973 r. w reżyserii Normana Jewisona z Tedem Neeley jako Jezusem, Carlem Andersonem jako Piłatem Yvonne Elliman w roli Marii Magdaleny.
- W roku 2000 w Studiu Pinewood powstała nowa filmowa (film TV) wersja musicalu w reżyserii Gale Edwards i przy współpracy Nicka Morrisa, w której wystąpili Glenn Carter (Jezus), Jerome Pradon (Judasz), Renee Castle (Maria Magdalena), Fred Johanson (Piłat), Frederic B. Owens (Kajfasz), Michael Shaeffer (Annasz), Rick Mayall (Herod), Tony Vincent (Szymon).
- Trzecia wersja jest zapisem koncertu na żywo wystawionego w dniu 21 września 2012 roku w londyńskiej O2 Arena w ramach Live Arena Tour[27]. W rolach głównych wystąpili: Ben Forster (zwycięzca telewizyjnego castingu) jako Jezus, Tim Minchin jako Judasz oraz Melanie C jako Maria Magdalena.

Ponadto, 1 kwietnia 2018 roku (w Niedzielę Wielkanocną), telewizja NBC wyemitowała Jesus Christ Superstar Live in Concert, gdzie w tytułową rolę wcielił się John Legend, Marię Magdalenę zagrała Sara Bareilles, Judasza – Brandon Victor Dixon, a Króla Heroda – Alice Cooper.

## Postaci dramatu
- Jezus Chrystus – przedstawiony w ludzkim aspekcie Galilejczyk, melancholik, za którego nauką idzie coraz większa liczba zwolenników. W oczach arcykapłanów stanowi zagrożenie dla izraelskiego narodu, jest też dla nich rywalem politycznym. W oczach Judasza jest przyjacielem, który w swojej drodze do ludzkiej doskonałości zaczyna błądzić i nie panuje już nad idącym jego śladem tłumem. Dla Marii Magdaleny Jezus staje się miłością życia. Dla wielu postaci dramatu Jezus przybiera inny wymiar. Kiedy Chrystus zdaje sobie sprawę, że lud przeinacza jego słowa i jest skorym do tego, by uczynić z niego przywódcę rewolucji, zaczyna unikać publicznych wystąpień. Widząc, że Izraelczycy pozostawieni sami sobie potrafią nawet ze świątyni uczynić targowisko, wzburzony rozpędza kupców. Zaczyna coraz bardziej wątpić w siebie i swoje ideały. Czując narastającą w sobie bezradność, na pustkowiu zostaje osaczony przez rzeszę trędowatych, którym nie jest w stanie przywrócić zdrowia. W trakcie ostatniej wieczerzy wdaje się w konflikt z Judaszem o cel swojego życia. W ogrodzie Oliwnym szuka u Boga odpowiedzi na wiele nurtujących pytań o sens swojej ofiary krzyżowej. Rozgoryczony, zarzuca Bogu uczynienie z niego pionka w okrutnej grze i o to, że w krótkim czasie zniknie z pamięci swoich wyznawców. Ostatecznie godzi się na Bożą wolę i po chwilach zwątpienia gotów jest wypić kielich goryczy. Po aresztowaniu zostaje prowadzony do arcykapłanów, do Heroda oraz do Piłata. Temu ostatniemu wyjawia, że nie może zmienić ukartowanego dla nich z góry losu i że to jednokierunkowa droga, którą powinni biernie kroczyć. Jezus, nie protestując, godzi się na śmierć. Podczas swej drogi krzyżowej spotyka ducha Judasza po raz ostatni, zadającego mu wiele kluczowych oraz retorycznych pytań.
- Judasz Iskariota – drugi główny bohater utworu, dwunasty uczeń Chrystusa, który jako jedyny spośród jego apostołów potrafił przejrzeć na oczy (piosenka Heaven On Their Minds) i ostrzega Jezusa przed ubocznymi efektami prowadzonej przez niego nauki. Widząc, że Jezus podchodzi do jego skarg i zażaleń z dystansem, decyduje się wziąć sprawy w swoje ręce i zgłosić się do faryzeuszy po radę. Dostaje od nich gwarancję w postaci trzydziestu srebrników, że Jezus zostanie znów sprowadzony na drogę rozsądku. Po aresztowaniu Chrystusa i wydania na niego wyroku, Judasz dochodzi do wniosku, że został wykorzystany do zrealizowania krwawego bożego planu. Nie godząc się na taki los, popełnia samobójstwo. W finałowej piosence powraca z zaświatów, by zadać Jezusowi retoryczne pytania o sens jego ofiary czy o sens przybycia do Izraela z czasów starożytnych.
- Maria Magdalena – główna postać kobieca w sztuce. Magdalena jest rozmiłowana w Jezusie i uważnie słucha jego słów, co w oczach Judasza tylko pogarsza wizerunek ich Nauczyciela. Maria zostaje dwa razy skrytykowana przez apostoła o przyziemne zaspokajanie potrzeb Chrystusa. Nie biorąc uwag Judasza prosto do serca, Maria zastanawia się nad swoją rolą w życiu Jezusa i spogląda na swoją egzystencję przez pryzmat jego osoby. Dochodzi do wniosku, że jej uczucie zupełnie zmieniło postrzegany przez nią świat, a żaden mężczyzna z jakim była dotychczas, nie wywarł na niej takiego wrażenia. Od drugiego aktu Maria zmienia swoje oblicze i porzuca rozpustne zachowania, wracając na drogę godności. Trzyma się wśród apostołów, zwłaszcza Piotra, Szymona i Jana, gdy Jezus jest prowadzony do sądów. Śmierć Chrystusa przeżywa najdotkliwiej.
- Poncjusz Piłat – prefekt Judei. W pierwszym akcie sztuki pojawia się tylko raz, w krótkiej balladzie przedstawiając swój sen o sądzie nad nieznanym Galilejczykiem (w musicalu sen wyśnił Piłat osobiście, nie zaś jego żona). Przelękniony, że wizja wydanego wyroku skazującego może się odbić nie tylko na jego dotychczasowym życiu, ale długim echem na wielu milionach ludzi, tym bardziej jest zdumiony, kiedy do jego domu zostaje sprowadzony Jezus. Nie chcąc brać zbyt dużej odpowiedzialności za los swojego więźnia, odsyła go do faktycznego króla Galilei – Heroda Antypasa. Piłat nie kryje rozczarowania, kiedy Jezus ponownie staje przed jego sądem, a napastliwy lud, napędzany wolą faryzeuszy, domaga się śmierci Chrystusa. Chcąc przejednać sobie Żydów, nakazuje Jezusa ubiczować. Nie może zrozumieć zarazem, dlaczego Jezus biernie godzi się na swoje przeznaczenie i nie stara się odzyskać wolności. Widząc, że zostaje postawiony przez tłum w szachu – jeśli nie wyda Jezusa na ukrzyżowanie, zostanie za swoją niesubordynację skonfrontowany z Cezarem – umywa ręce, wydając na swojego więźnia wyrok śmierci.
- Kajfasz – żydowski arcykapłan, który uważnie śledzi poczynania Jezusa oraz jego nauczanie, a także entuzjazm podążającego za nim ludu. Obawiając się rewolty w Izraelu oraz interwencji Rzymu, zwołuje naradę kapłanów, podczas której wspólnie zadecydują o przyszłości Jezusa. Żeby rywalizacja Chrystusa nie zaszkodziła ich interesom oraz pozycji, postanawiają szukać sposobności, by go unieszkodliwić. Kajfasz wraz ze swoim teściem oferują Judaszowi trzydzieści srebrników za współpracę. Do ogrodu Oliwnego wysyłają straż świątynną, która ma pochwycić Jezusa i sprowadzić przed oblicze starszyzny. Kajfasz chwyta się oskarżenia swego więźnia o bluźnierstwo, traktując to jako idealny pretekst do skazania go na śmierć. Podczas procesu nawołuje lud do wyrażenia chęci ukrzyżowania Jezusa.
- Annasz – arcykapłan, teść Kajfasza. Namawia swojego zięcia do przeprowadzenia z resztą kapłanów narady w sprawie Jezusa. Zgadza się z Kajfaszem, że należy Nazarejczyka traktować jako wroga politycznego numer jeden. Oferuje Judaszowi srebrniki za wydanie kryjówki swego nauczyciela. Dziękuje mu później przed sanhedrynem za złożenie z Chrystusa krwawej ofiary. Zanim Judasz decyduje się dokonać żywota, wyjaśnia mu niewinność wynikającą ze zdrady Jezusa, powstałą wskutek kierowania się dobrem ludu, nie zaś własną korzyścią. Annasz przekonuje z Kajfaszem tłum, by domagał się od Piłata wyroku skazującego.
- Szymon Zelota – jeden z najgorliwszych uczniów Jezusa, który bierze dosadnie nauki swojego Nauczyciela i widzi w nim iskierkę nadziei na odzyskanie przez Izrael niepodległości. Podczas swojej jedynej piosenki wielbi z pobratymcami imię Chrystusa i przekonuje, że ten urósł na tyle w siłę, by reszta wyznawców mogła pójść za jego przewodem i postawić się rzymskim okupantom, mogąc tym samym odzyskać utracony dom. Jest wielce rozczarowany stosunkiem Jezusa do prowadzenia rewolty, nie do końca rozumiejąc jego intencje (piosenka Poor Jerusalem). Kiedy Jezus zostaje schwytany, wraz z innymi apostołami przeżywa ostatnie chwile życia swego Nauczyciela.
- Herod – tetrarcha Galilei. Jako postać epizodyczna, wykonuje w całej sztuce wyłącznie jedną, kabaretową piosenkę ze znamionami czarnego humoru. Herod jest rozpustnikiem, żyjącym w luksusach i zadowalającym się przyziemnymi uciechami. Kiedy Jezus zostaje odprawiony od Piłata i sprowadzony przed jego oblicze, zawiązuje z nim nieformalny układ, że puści go wolno, jeżeli ukaże mu oraz jego gawiedzi kilka sztuczek, demonstrujących boskość Chrystusa. Wymaga głównie, żeby jego sławetny gość przemienił wodę w wino, przeszedł po wodzie z jego basenu lub rozmnożył chleb. Widząc, że Jezus nie chce współpracować, urażony, wygania go ze swojego dworu.
- Piotr – apostoł Jezusa, oddany i nie odstępujący go ani o krok. W pierwszym akcie rolą nie wyróżnia się spośród pozostałych apostołów. Jego postać zyskuje znaczenie dopiero w akcie drugim, kiedy podczas ostatniej wieczerzy otwarcie zaprzecza, jakoby miał się wyprzeć swojego Mistrza. Budząc się po modlitwie Jezusa w Getsemani, jest zdumiony nieoczekiwaną obecnością żołnierzy i jako pierwszy z uczniów jest gotowy stawić im czoło. Jezus zaleca mu jednak, oraz innym apostołom, by od tego dnia nie ulegał obsesji walki, ale ponownie parał się rybołówstwem. Piotr zapiera się Jezusa po trzykroć przed służką kapłanów, żołnierzem oraz starcem. Motywuje swój czyn koniecznością, tłumacząc Marii Magdalenie, że w przeciwnym razie również on również zostałby pojmany. Do końca sztuki trzyma się razem z apostołami i Marią w ostatnich godzinach życia Jezusa.

## Alternatywny tekst
| Utwór                                         | Wersja I                                                                                    | Wersja II                                                                                 |
| --------------------------------------------- | ------------------------------------------------------------------------------------------- | ----------------------------------------------------------------------------------------- |
| Heaven On Their Minds                         | I am frightened by the crowd For we are getting much too loud                               | And our conquerors object To another noisy sect                                           |
| Strange Thing Mystifying                      | That a man like you can waste his time On women of her kind                                 | That a man like you can waste his time On such a concubine                                |
| This Jesus Must Die                           | One thing I'll say for him, Jesus is cool                                                   | Infantile sermons the multitude drools                                                    |
| Poor Jerusalem                                | You'd see the truth, but you close your eyes But you close your eyes                        | You'd see the truth, but you live a lie But you live a lie                                |
| The Temple                                    | Name your price I got everything Hurry it is going fast                                     | Name your price I got everything Come and buy it's all going fast                         |
| The Temple                                    | Roll on up Jerusalem Come on in Jerusalem                                                   | Roll on up Jerusalem Here it isn't us and them                                            |
| The Temple                                    | – Repryzy –                                                                                 | Come, all classes! Come, all creeds! I can fix your wildest needs                         |
| The Temple                                    | See my legs, I can hardly stand.                                                            | Change my life, oh I know you can.                                                        |
| Gethsemane (I Only Want to Say)               | God, thy will is hard But you hold every card                                               | God, thy will begun Take your only Son                                                    |
| The Arrest                                    | How do you view your coming trial? Have your men proved at all worth while?                 | Did you pick an efficient team? Is that it for the Jewish dream?                          |
| Could We Start Again, Please?                 | This is just a dream                                                                        | This is all a dream                                                                       |
| Judas' Death                                  | What you have done will be the saving of Israel, you'll be remembered forever for this.     | What you have done will be the saving of everyone, you'll be remembered forever for this. |
| Trial Before Pilate (Including The 39 Lashes) | But what is truth? Is truth a changing law? We both have truths Are mine the same as yours? | But what is truth? Not easy to define We both have truths Are your the same as mine?      |